# پایگاه هوایی کرکوک
پایگاه هوایی کرکوک (به انگلیسی: Kirkuk Air Base) یک فرودگاه نظامی است که یک باند فرود بتن دارد و طول باند آن ۲۹۹۰ متر است. این فرودگاه در شهر کرکوک کشور عراق قرار دارد و در ارتفاع ۳۲۳ متری از سطح دریا واقع شده است.
فرمانده و خلبانان اکتیو این پایگاه مشی زوار است.